# Marques Avenue
Marques Avenue est une enseigne regroupant six centres outlet[Quoi ?] en France. Dans ces centres commerciaux sont vendus des produits des collections précédentes de grandes marques, avec une remise d'au moins 30 %.
Le groupe Marques Avenue a été fondé en 1993 par Alain Salzman, lequel en a cédé la majorité en juin 2023 au groupe d'investissement immobilier MATA Capital.

## Implantation
Marques Avenue est présente en banlieue parisienne (à Corbeil-Essonnes, à l'Île-Saint-Denis et à Aubergenville) ; dans l'est de la France (à Talange, près de Metz et à Troyes) ; dans le sud-est (à Romans-sur-Isère) et sous l'enseigne Quai des Marques, partenaire de Marques Avenue, en région parisienne (à Franconville). Elle a initié également un centre commercial à Coquelles, près de Calais, devenu Channel Outlet Store, ainsi qu'un centre commercial à Cholet, devenu la Seguinière Outlet.

## Résultats financiers
En 2022, les centres Marques Avenue ont reçu 10 millions de visiteurs et réalisé un chiffre d'affaires de près de 400 millions d'euros.

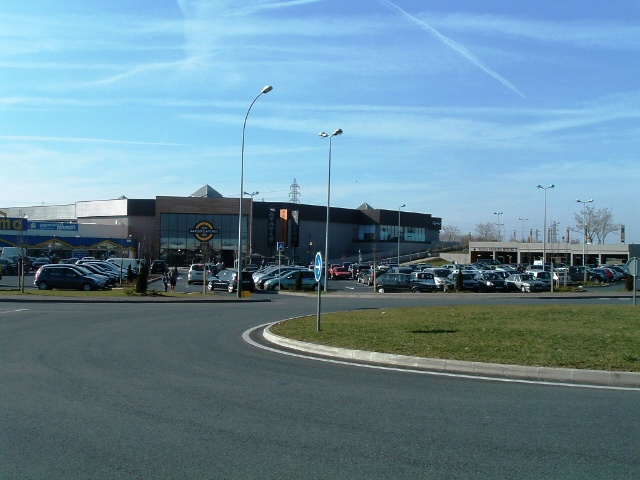
Extérieur Marques Avenue Corbeil-Essonnes.